# Grad Freudeneck
Grad Freudenek (nemško Freudenegg) je stal na strmi, delno skalnati vzpetini nad potokom Brnica, nad Starim Hrastnikom oz. v občini Hrastnik na t.i. Dolinškovi skali (menda tudi Pustova skala),  ob cesti proti Dolu, od katerega so ostali le še neznatni sledovi. Po gradom je tekla pot iz Hrastnika v Rimske Toplice in Celje, ki je obstajala že v srednjem veku.

## Zgodovina
Grad se prvič omenja v listinah leta 1267. Takrat je dal Bruno Schauenburški, štajerski deželi glavar in škof v Olomucu, grad “castrum frevdenekk” skupaj s sosednjimi deželnoknežjimi posestmi v najem za dobo enega leta nekemu Theodericu Stangerju. O omenjenem najemniku Stangerju ni veliko podatkov. 
Leta 1270  je češki kralj Otokar II. Přemysl, med drugim tudi vojvoda Štajerske,  grad podelil koroški rodbini (grofov Vovbrških. Leta 1278 je nemški  kralj Rudolf I. Habsburški v bitki pri Moravskem polju premagal Otokarja in tako postal nedvomni vojvoda Štajerske in drugih slovenskih dežel.  Tako je Rudolf Habsburški leta 1279 ponovno podelil gradove Žaženberk, Klauzenštajn, Laško in Vreudenekk grofu Ulriku II. Vovbrškemu in njegovi ženi, Neži Badensko-Avstrijski. V začetku 14. stoletja so si ga po vojni s Habsburžani za dediščino češkega kralja prilastili Goriški grofje, v letih 1328 in 1329 je na gradu Freudenek kot goriški kastelan izpričan neki Peter z Liemberga. Nato grad spet pridobijo Habsburžani in ga leta  1336 zastavijo gospodom Žovneškim oziroma Frideriku Žovneškemu, ki je od leta 1341 grof Friderik I. Celjski. V arhivih je ohranjena še druga zastavna listina, datirana v leto 1368. Od takrat naprej pa vse do izumrtja rodbine 9. novembra 1456 je bila posest v zastavi grofov Celjskih. Grad je bil torej pravno-formalno v lasti štajerskega deželnega kneza, torej Habsburžanov. 
Poslednjič je grad v virih posredno omenjen leta 1444, ko dasta celjska kneza Friderik II. in Ulrik II. svojemu vitezu (ministerialu) Petru Obračanu v zakup štiri kmetije pod Freudenekom. Verjetno gre za kmetije, ki so stale na območju Starega Hrastnika. Nato sta sama celjska kneza, po zapisu iz Celjske kronike, grad dala porušiti v času celjsko-habsburške vojne (1438-1443). Celjska kronika iz 15. stoletja namreč govori, da so Celjani razvalili več svojih gradov, med njimi tudi Freudenberg (Freudeneck), stolp blizu Laškega (nem. Freudenberg, bei Tiffer ein Thurn). Grad ni bil več obnovljen, kamenje od grajskih razvalin so uporabili kmetje iz starega Hrastnika, deloma pa se je skotalilo v strugo potoka Brnica.
Gospostvo in grad Freudenek je v takratnem fevdalnem sistemu spadal pod Laško gospostvo s sedežem v Laškem.  Grad je Celjskim grofom in knezom služil kot lovski dvor Celjskih grofov. Širša okolica se še danes imenuje Tirberg.